# Inti Pestoni
Inti Pestoni (Quinto, 8 agosto 1991) è un hockeista su ghiaccio svizzero, milita come attaccante nel HC Ambrì-Piotta, squadra della Lega Nazionale A.

## Carriera

### Club
Inti Pestoni, nato ad Ambrì, inizia a giocare nel settore giovanile dell'HC Ambrì-Piotta, e già nella stagione 2006-2007 si unisce alla squadra Under-20 degli Elite Juniores A. Dopo tre anni nel campionato 2009-2010 esordì in Lega Nazionale A, mettendo a segno tre gol e due assist in 23 incontri disputati.
Per il campionato successivo 2010-2011 entrò a pieno titolo nella rosa della formazione leventinese, disputando invece solo due incontri nella formazione Under-20. Pestoni a soli 20 anni divenne il Top Scorer della squadra con 27 punti in 42 partite di stagione regolare, e fu insignito del titolo di miglior rivelazione del campionato.
Il 10 dicembre 2010 Inti Pestoni firmò per un prolungamento del proprio contratto con l'Ambrì-Piotta valido fino alla conclusione del campionato 2013-2014. Nel 2013 fu chiamato dal Ginevra-Servette per rinforzare la squadra in vista della Coppa Spengler, e riuscì a vincere per la prima volta nella storia della squadra romanda il trofeo.

### Nazionale
Nel corso della stagione 2008-2009 per la prima volta Inti Pestoni fu convocato nella nazionale Under-18 per disputare quattro amichevoli, nelle quali fornì due assist. Fra il 2010 e 2011 con la selezione Under-19 partecipò al World Junior A Challenge, mentre con la formazione nazionale Under-20 prese parte al Campionato mondiale di hockey su ghiaccio Under-20 2011, occasione in cui con sette punti in sei gare si aggiudicò il titolo di capocannoniere della squadra. In occasione di alcune amichevoli in preparazione del mondiale Under-20 Pestoni in 12 partite mise a segno 14 reti e 4 assist.

## Palmarès

### Club
- Campionato svizzero: 1

ZSC Lions: 2017-18
- Coppa di Svizzera: 1

Berna: 2020-21
- Coppa Spengler: 3

Ginevra: 2013, 2014
Ambrì-Piotta: 2022

### Individuale
- Premio rivelazione dell'anno in LNA: 1

2010-2011
- Coppa Spengler All-Star Team: 1

2014